# Siphosturmia melitaeae
Siphosturmia melitaeae là một loài ruồi trong họ Tachinidae.